# Longmanhill
Longmanhill ist ein Weiler in der schottischen Council Area Aberdeenshire. Er liegt unweit des Südufers des Moray Firth rund drei Kilometer südöstlich von Macduff und 20 Kilometer westlich von Fraserburgh in der traditionellen Grafschaft Banffshire. Longmanhill zieht sich entlang der A98, welche die Ortschaft an das Fernstraßennetz anschließt.
Longmanhill wurde als landwirtschaftliche Siedlung im Jahre 1822 durch den Earl of Fife gegründet. Die Besiedlung des Gebiets kann jedoch weiter zurückverfolgt werden. So befindet sich der gut erhaltene, rund 66 m lange Cairn Longman Cairn unweit der Ortschaft. Heute besteht Longmanhill nur aus wenigen Gebäuden, die sich im Wesentlichen entlang der A98 gruppieren.